# Nikolay Matyukhin
Nikolay Matyukhin (en russe : Николай Матюхин ; né le 13 décembre 1968 à Joukovski) est un athlète Russe spécialiste du 50 kilomètres marche. Il est marié à la sprinteuse Tatyana Chebykina.

## Carrière

### Palmarès
| Date | Compétition              | Lieu          | Résultat | Épreuve              |
| ---- | ------------------------ | ------------- | -------- | -------------------- |
| 1997 | Coupe du monde de marche | Poděbrady     | 4e       | 50 kilomètres marche |
| 1999 | Championnats du monde    | Séville       | 2e       | 50 kilomètres marche |
| 1999 | Coupe du monde de marche | Mézidon-Canon | 3e       | 50 kilomètres marche |
| 2000 | Jeux olympiques d'été    | Sydney        | 5e       | 50 kilomètres marche |
| 2001 | Coupe d'Europe de marche | Dudince       | 2e       | 50 kilomètres marche |
| 2002 | Coupe du monde de marche | Turin         | 4e       | 50 kilomètres marche |

### Records
| Épreuve              | Performance     | Lieu          | Date            |
| -------------------- | --------------- | ------------- | --------------- |
| 20 kilomètres marche | 1 h 19 min 43 s | Adler         | 14 février 1993 |
| 50 kilomètres marche | 3 h 40 min 13 s | Mézidon-Canon | 2 mai 1999      |